# Question Time

Question Time est une émission télévisée britannique diffusée depuis 1979 par la BBC et produite par la société Mentorn (en).
Chaque jeudi soir, le journaliste David Dimbleby (né en 1939) anime l'émission qui permet à un public d'interroger cinq personnalités publiques (dont trois politiciens). Le présentateur peut relancer la question s'il estime que la personnalité n'y a pas correctement répondu. Le public est sélectionné pour représenter le plus fidèlement possible les Britanniques.
En 2004, l'émission rassemble de 3 à 4 millions de téléspectateurs chaque semaine.